# San Julián (stacja kolejowa)
San Julián (hiszp: Estación de San Julián) – przystanek kolejowy w Maladze, w prowincji Malaga, we wspólnocie autonomicznej Andaluzja, w Hiszpanii. Znajduje się na linii Malaga-Fuengirola, w dzielnicy San Julián. Jest obsługiwany przez pociągi linii C-1 Cercanías Málaga.
Zachowany został oryginalny budynek dworca dawnej linii wąskotorowej z Malagi do Fuengirola obsługiwanej przez FSM, a później przez FEVE przed jego konwersję na podmiejską zelektryfikowaną linię i zmianą rozstawu na iberyjski w 1970 roku.

## Linie
| Kierunek/następny     | < stacja          | Linia                                      | stacja >    | Następny/Kierunek |
| --------------------- | ----------------- | ------------------------------------------ | ----------- | ----------------- |
| Málaga-Centro-Alameda | Málaga-Aeropuerto | Linia C-1 Málaga - Aeropuerto - Fuengirola | Plaza Mayor | Fuengirola        |